# استخوان‌پولکان
استخوان‌پولکان (نام علمی: Osteolepidae) نام یک تیره از راسته استخوان‌پولک‌ریختان است.